# Frank Meister
Frank Meister is een Duits entomoloog woonachtig in Penzlau en verbonden aan Museum Witt in München.
Samen met Ronald Brechlin is hij sinds 2008 de grondlegger van het wetenschappelijke tijdschrift Entomo-Satsphingia. Meister is gespecialiseerd in nachtvlindersoorten Saturniidae en Sphingidae.
Hij publiceerde het werk Die Zucht von tropischen Wilden Seidenspinnern (Lepidoptera: Saturniidae) dat in het Engels werd vertaald als A guide to the breeding of tropical silk moths (Lepidoptera: Saturniidae).
- International Standard Name Identifier: 0000 0003 8510 6447
- Library of Congress Control Number: no2013036678
- Nederlandse Thesaurus van Auteursnamen: 115291571
- Système universitaire de documentation: 161470637
- Virtual International Authority File: 12949972
- WorldCat: E39PBJmXJrgjt4FgYkMXmf3bBP